# Usine Iveco Bus d'Annonay
L'usine Iveco Bus Annonay (ex-Renault Trucks, Irisbus), assemble des autobus et autocars de tourisme.

## Une présence presque centenaire
La construction de carrosseries sur le bassin annonéen remonte à 1920 lorsque Joseph Besset, artisan originaire de Vanosc, se met à travailler et habiller des châssis des marques les plus prestigieuses de l'époque : Bugatti, De Dion, Delahaye...
Il en vient rapidement à construire des autocars, en acquérant des licences de fabrication. Joseph Besset rentre d'un voyage outre-Atlantique à l'aube du second conflit mondial avec les droits de la société Garwood, qui donneront naissance à l'Isobloc.

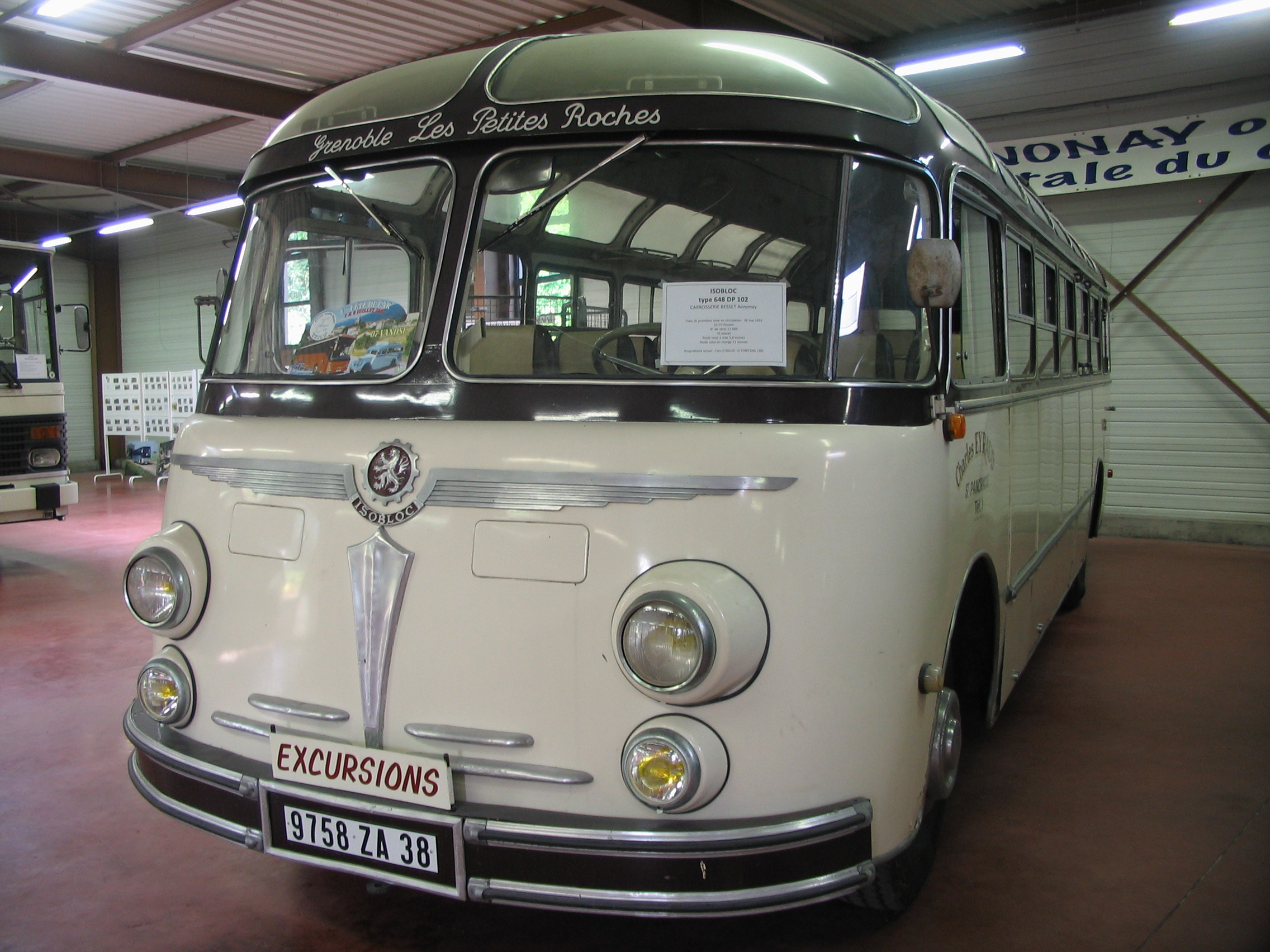
Isobloc

L'affaire subit deux rachats au cours des années 1950 : Sylvain Floirat en prend possession en 1951 pour former la SACA (Société d'Automobiles et Carrosseries d'Annonay), avant de passer sous le contrôle de Saviem en 58.
20 ans plus tard Renault Véhicules Industriels (R.V.I.) est constitué à la suite de la fusion de Saviem avec Berliet.
En 1999, la branche autobus et autocars de RVI se développe et s'associe à la division autobus Europe d'Iveco, filiale du groupe Fiat, pour créer la société Irisbus qui deviendra intégralement propriété d'Iveco en 2001. En 2013, la société change de dénomination sociale en Iveco Bus.
L'établissement d'Annonay, situé sur une colline à l'entrée de la ville depuis Davézieux, fait encore large part, même au début du XXIe siècle, à des opérateurs manuels pour de nombreuses tâches: soudure, électricité, encollage.
Depuis les années 2020, l'usine produit également des Heuliez Bus, dont le GX 137 en version gaz naturel et la gamme électrique du constructeur en complément de son site historique de Rorthais (Deux-Sèvres).

## Liste de modèles produits à Annonay

### Autobus
- 1965-1989 : SAVIEM SC 10
- 1987-1996 : Renault R312
- 1995-2005 : Renault/Irisbus Agora
- 2005-2013 : Irisbus Citelis
- Depuis 2013 : Iveco Urbanway[1]
- Inconnu : Heuliez GX 137 au gaz naturel
- Depuis 2024 : gamme électrique Heuliez Bus

### Autocars
- 1983-1996 : Renault FR1
- 1997-2007 : Renault/Irisbus Iliade (Renault FR1 restylé)
- 1998-2005 : Irisbus Arès
- 2005-2013 : Irisbus Arway
- 2006-2013 : Irisbus New Récréo
- 2004-2007 : Irisbus Evadys
- Depuis 2006 : Iveco Bus Urbanway
- Depuis 2007 : Irisbus/Iveco Magelys[1]

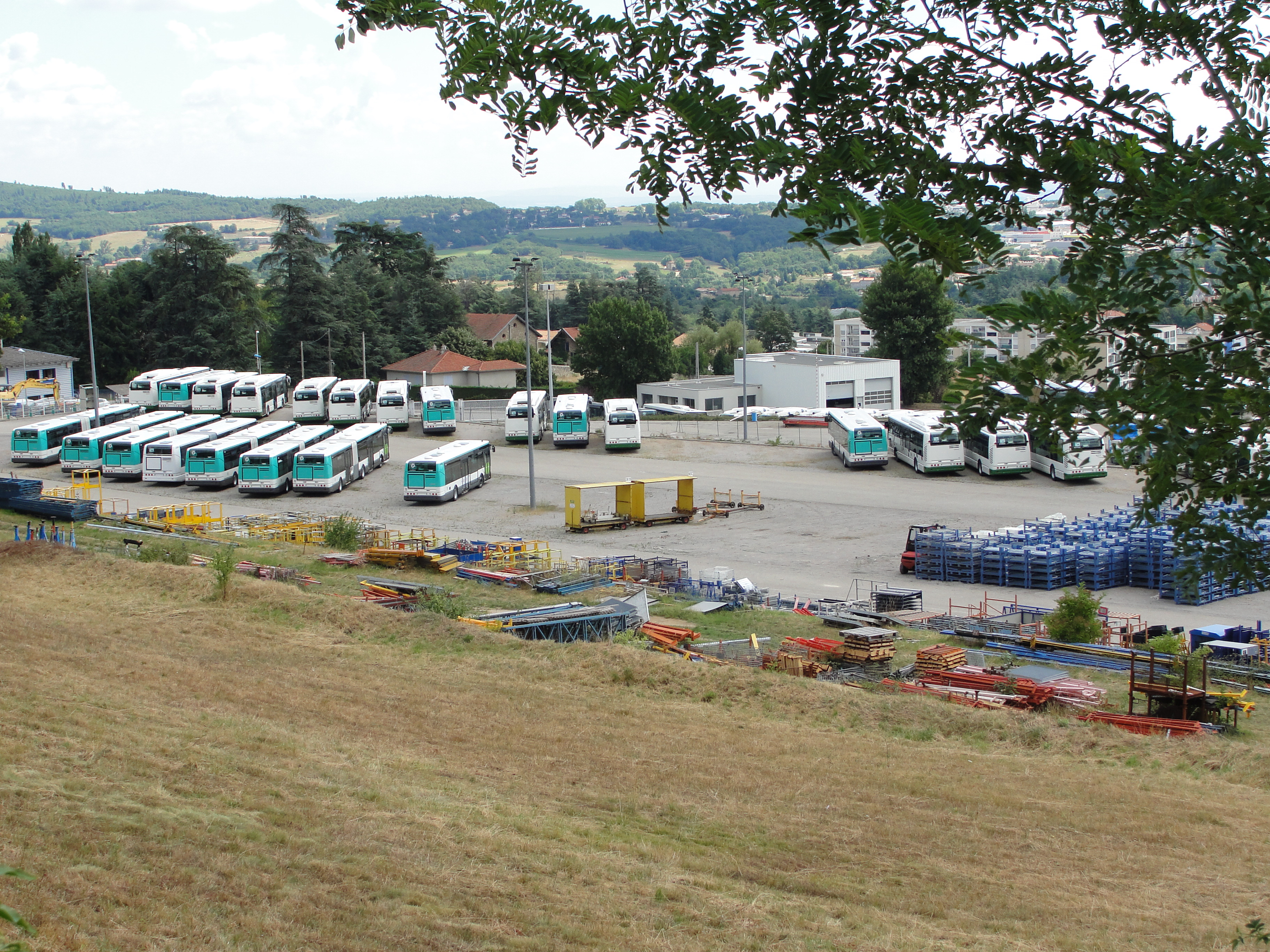
Parc de véhicules terminés sur le départ. On reconnait les autobus destinés à la RATP.

## Repères statistiques
En 2006, le site annonéen a sorti plus de 650 autobus, 500 autocars et 400 châssis, carrossés par de sous-traitants à l'extérieur. L'effectif était, cette année, supérieur à 1 450 salariés.
En 2015, la production journalière était de 5 autobus complet, 2 châssis nus et un autocar et demi complet, avec 1 250 salariés permanents. Malgré la concurrence, la demande est soutenue sous l'effet d'un double levier, l'essor des motorisations hybrides pour les véhicules urbains et les commandes de la RATPd'une part, la dérégulation du transport intérieur longue distance pour le pôle interurbain, de l'autre,.
En 2023, l'usine compte 1100 salariés.

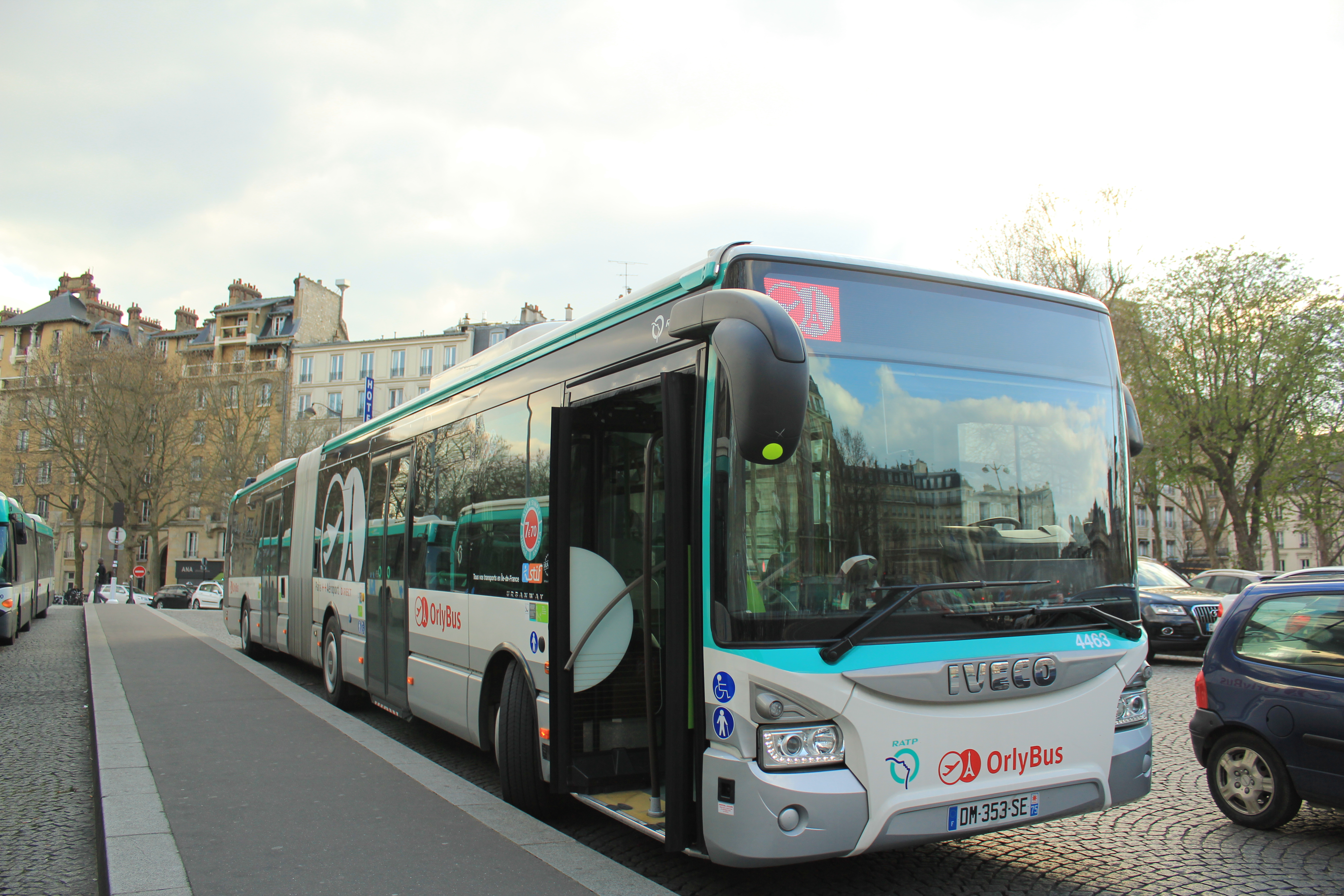
Urbanway 18, RATP
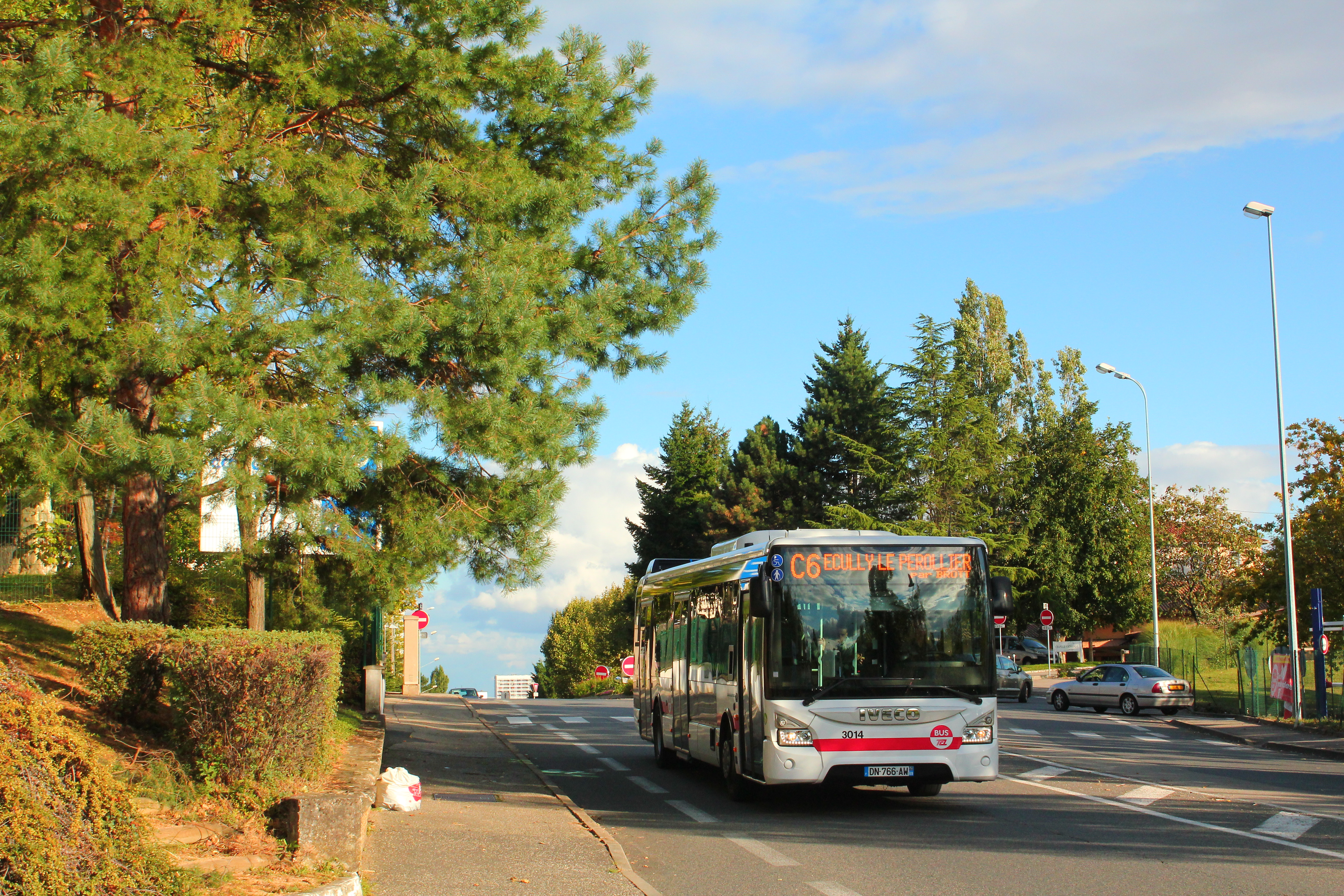
Urbanway 12, TCL
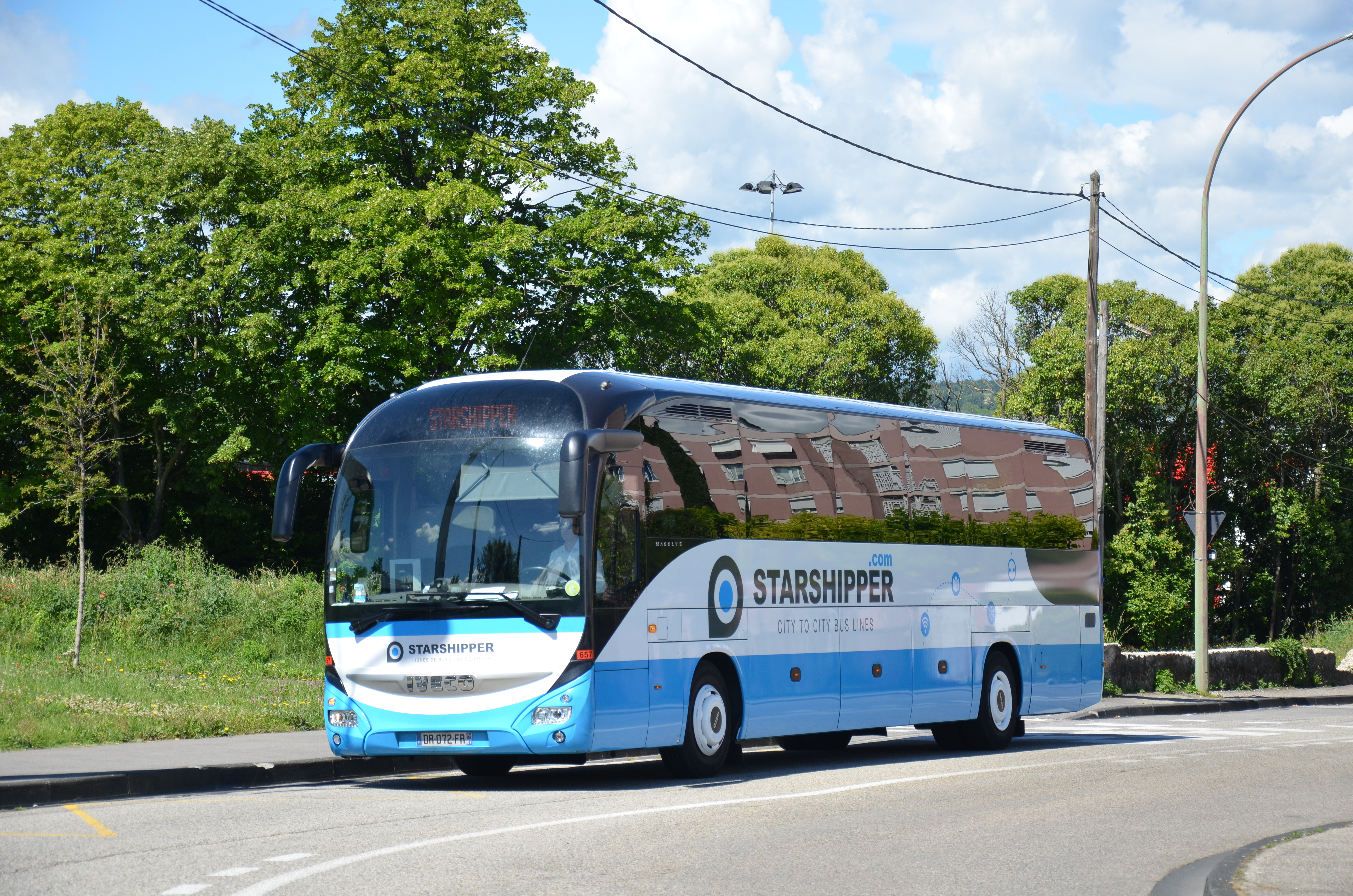
Magelys sous les couleurs Starshipper, liaisons longue distance.
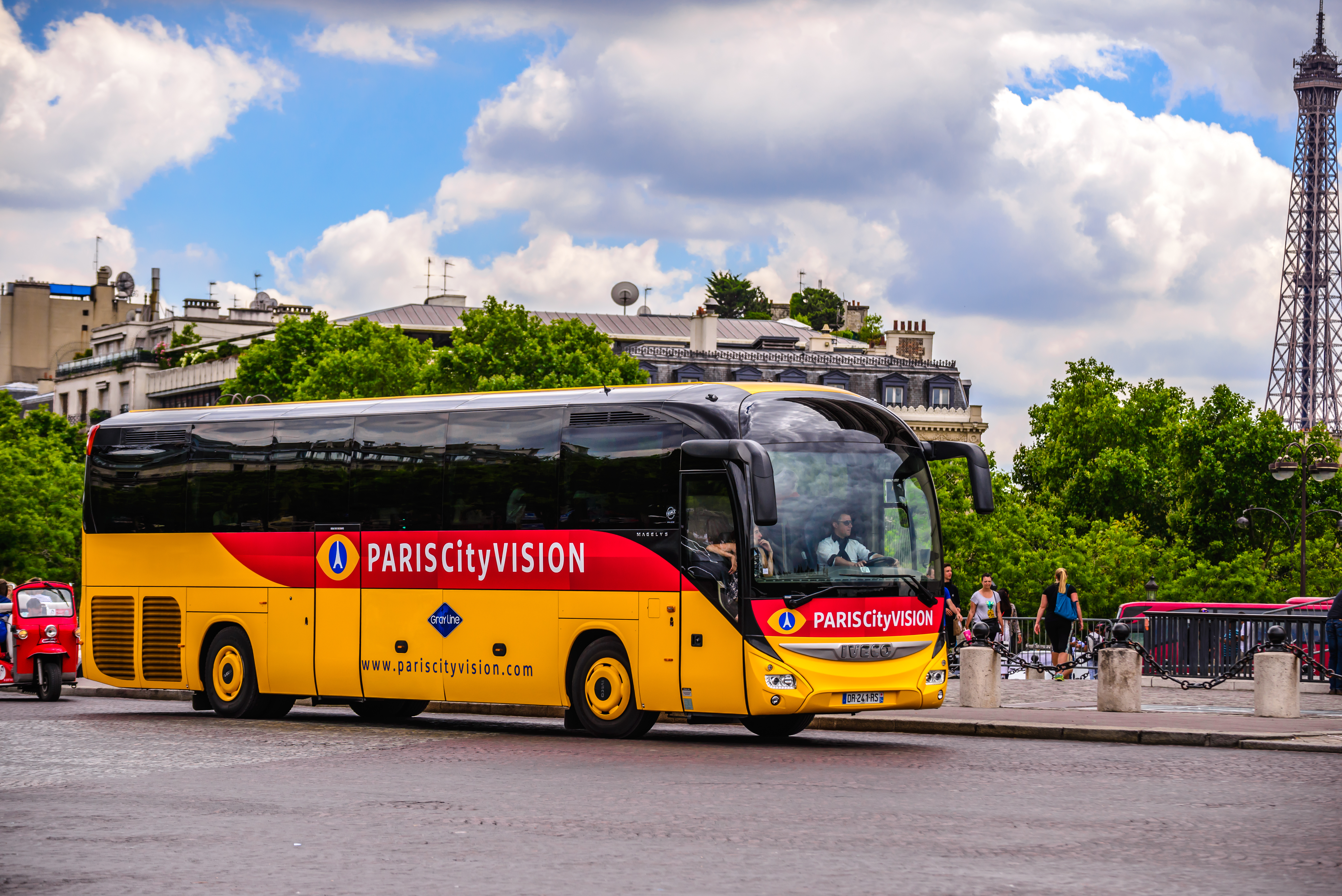
Magelys à Paris
Magelys sur le parc d'une filiale Transdev.